# Gerhard Ludvig Lahde

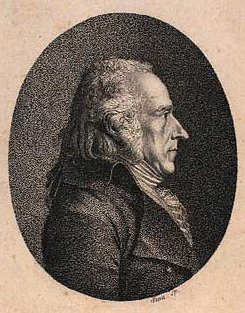
Gerhard Ludvig Lahde.

Gerhard Ludvig Lahde, född den 19 oktober 1765 i Bremen, död den 29 november 1833 i Köpenhamn, var en tyskfödd dansk kopparstickare.
Lahde började som guldsmedslärling i Kiel och kom 1787 till Köpenhamn för att utbilda sig till konstnär. Under det han där genomgick akademien, skaffade han sig uppehälle som guldsmed och lärde sig kopparstickarkonsten hos Clemens. Han var en för sin tid duktig kopparstickare, bäst i porträttet. Därjämte skildrade han samtida märkliga tilldragelser, som Kristiansborgs slottsbrand 1794, slaget på Köpenhamns redd 1801 och Köpenhamns belägring och bombardemang 1807. Han utgav även en serie porträtt av framstående män, läroböcker i teckning med mera.